# ミラマー (フロリダ州)

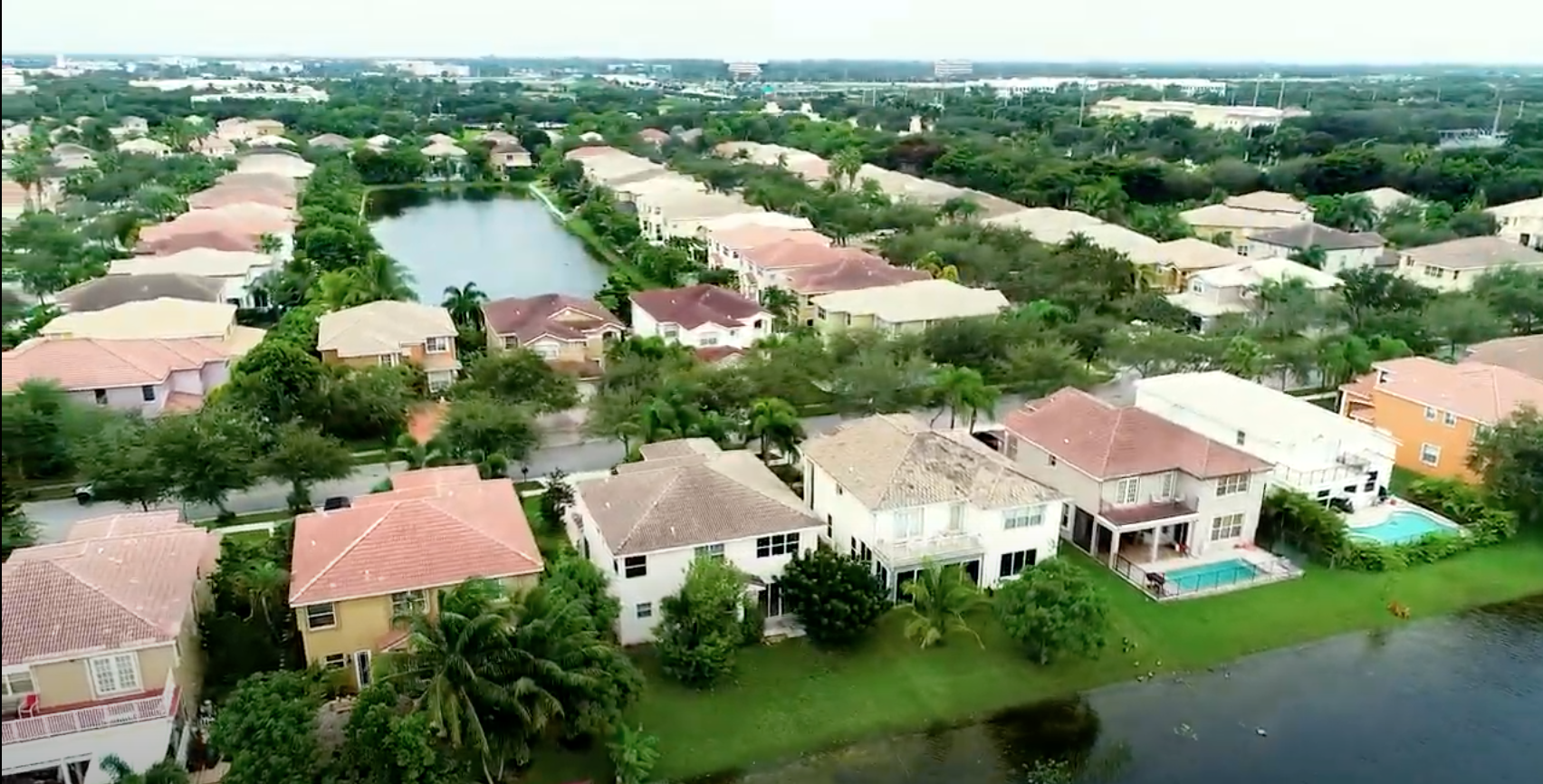
ミラマーの住宅地

ミラマー（Miramar）は、アメリカ合衆国フロリダ州ブロワード郡にある都市である。人口は13万4721人（2020年）。マイアミ都市圏に含まれる。

## 概要
市名のミラマーはスペイン語由来で意味は 「Sea view」だが、ミラマーは内陸部に位置している。市の標語は「Beauty and Progress」である。
市内に格安航空会社のスピリット航空の本部がある。また、NBC系列のローカル局WTVJの放送施設がある。
2020年アメリカ合衆国国勢調査によれば、市の人口の約45パーセントはアフリカ系アメリカ人である。

## 地理

ブロワード郡内の位置

ミラマーは北緯25度58分44秒 西経80度16分57秒 / 北緯25.97889度 西経80.28250度 (25.978812, -80.282489)に位置している。
アメリカ合衆国統計局によると、この都市は総面積80.3 km² (31.0 mi²) である。このうち76.4 km² (29.5 mi²) が陸地で3.9 km² (1.5 mi²) が水地域である。総面積の4.84%が水地域となっている。

## 住民
2000年国勢調査で、この都市は人口72,739人、23,058世帯、及び18,653家族が暮らしている。人口密度は952.0/km² (2,465.8/mi²) である。339.1/km² (878.2/mi²) の平均的な密度に25,905軒の住宅が建っている。この都市の人種的な構成は白人43.59%、アフリカン・アメリカン43.30%、先住民0.16%、アジア3.03%、太平洋諸島系0.10%、その他の人種4.72%、及び混血5.11%である。ここの人口の29.38%はヒスパニックまたはラテン系である。
この都市内の住民は31.0%が18歳未満の未成年、18歳以上24歳以下が8.6%、25歳以上44歳以下が35.4%、45歳以上64歳以下が18.7%、及び65歳以上が6.3%にわたっている。中央値年齢は32歳である。女性100人ごとに対して男性は90.8人である。18歳以上の女性100人ごとに対して男性は85.0人である。
この都市内の世帯ごとの平均的な収入は50,289米ドルであり、家族ごとの平均的な収入は52,952米ドルである。男性は34,145米ドルに対して女性は28,283米ドルの平均的な収入がある。この都市の一人当たりの収入 (per capita income) は18,462米ドルである。人口の8.2%及び家族の7.0%は貧困線以下である。全人口のうち18歳未満の9.8%及び65歳以上の8.5%は貧困線以下の生活を送っている。

## 市役所
- 市長 ウェイン・メッサム（2015年から）